# Steffey
Steffey is een historisch merk van motorfietsen.
De bedrijfsnaam was The Steffey Motorcycle & Mfg. Co., Philadelphia. 
Amerikaans merk dat van 1902 tot ca. 1905 1¼- en 3 pk eencilinders bouwde, zowel twee- als viertakten, die soms waterkoeling hadden.